# Silphium laciniatum
Silphium laciniatum е вид цъфтящо растение от семейство Сложноцветни (Asteraceae). Видът е незастрашен от изчезване.

## Разпространение
Silphium laciniatum е разпространен в Северна Америка (Онтарио в Канада и в източните и централни части на Съединените щати, западно от Ню Мексико).